# مچ دست شنبه شب
مچ دست شنبه شب (به انگلیسی: Saturday Night Wrist) پنجمین آلبوم استودیویی از گروهٔ موسیقی آلترناتیو متال آمریکایی دفتونز می‌باشد که در ۳۱ اکتبر سال ۲۰۰۶ از سوی ماوریک رکوردز منتشر گردید. این آلبوم آخرین اثر دفتونز بود که در آن چی چنگ، نوازندهٔ بیس، حضور داشت؛ همچنین آخرین آلبوم در طول دوران حرفه‌ای و زندگی او بود، پیش از اینکه در سال ۲۰۰۸ در یک تصادف رانندگی جدی دچار کما شود. او نهایتاً پنج سال بعد بر اثر ایست قلبی درگذشت.
مچ دست شنبه شب حاصل یک روند خلاقانهٔ دشوار و پرتنش بود که تقریباً دو سال به طول انجامید و روابط بین اعضای گروه را تحت فشار قرار داد. الهام‌بخشی برای این آلبوم تا حد زیادی تحت تأثیر اعتیادهای دارویی چینو مورنو (خوانندهٔ گروه) و ازدواج در حال فروپاشی او بود. از همین رو، مورنو این آلبوم را ضعیف‌ترین اثر در میان آلبوم‌های دیفتونز می‌داند.
با این حال، نتیجهٔ نهایی با استقبال هواداران و منتقدان مواجه شد، برخی منتقدان نیز این آلبوم را پیشرفتی نسبت به آلبوم قبلی خودعنوان گروه قلمداد کردند.